# Trattatello in laude di Dante
Il Trattatello in laude di Dante (in latino De origine vita studiis et moribus viri clarissimi Dantis Aligerii florentini poete illustris et de operibus compositis ab eodem) è un'opera di Giovanni Boccaccio realizzata tra il 1351 e il 1365 narrante la vita di Dante e il suo amore per la poesia col fine di divulgare e celebrare l'opera del Sommo poeta.

## Contenuto e struttura
L'opera boccacciana, la prima vera biografia di Dante, ha l'intenzione di celebrare l'amore del Certaldese per il Sommo Poeta, e il valore sacro che intercorre tra la poesia e la teologia. Dopo aver realizzato in gioventù già una biografia di Petrarca, intorno alla decade degli anni 1350 Boccaccio si prefigge di realizzare questa volta una biografia dell'amato Dante grazie anche ad informazioni orali, come quelle ricavate da Margherita de' Mardoli quando era fanciullo o, durante il soggiorno napoletano, dal poeta Sennuccio del Bene così come altri che conobbero personalmente l'autore della Divina Commedia. Scritto in volgare perché fosse di più facile accesso anche alle persone non colte, il Trattatello ebbe come modello, oltre alla Pro Archia di Cicerone, anche le biografie di Virgilio a cura di Servio e di Elio Donato nel IV secolo d.C. Nonostante le varie digressioni allegoriche e mitiche (come il sogno premonitore che la madre di Dante ha in riferimento alla gloria ottenuta dal figlio), l'opera è caratterizzata da una forte dimensione storica, volta a delineare nel dettaglio la vicenda umana e letteraria del Sommo Poeta. Altro grande scopo del Boccaccio è quello di sottolineare il legame tra la poesia e la teologia: Dante è proposto infatti come poeta vate in grado di sondare la mente divina e di avere il privilegio di avere avuto la possibilità di viaggiare nei tre regni dell'aldilà (Inferno, Purgatorio e Paradiso).

## Redazioni
Il Trattatello in laude di Dante (ricordato dal Boccaccio stesso nelle Esposizioni sopra la Comedia), ci è giunto in tre redazioni tutte manoscritte di Boccaccio: una prima redazione, nota grazie al manoscritto autografo Toledo, Biblioteca capitular, 104.6 (To) è più ampia delle altre due, che sono probabilmente compendi, noti come II redazione A e B. La data di composizione è comunemente collocata tra il 1351 e il 1365. L'editio princeps, col titolo Vita di Dante, apparve nel 1477 davanti alla Divina Commedia stampata a Venezia da Giovanni e Vindelino da Spira.